# Dicranomyia (Dicranomyia) geyserensis
Dicranomyia (Dicranomyia) geyserensis is een tweevleugelige uit de familie steltmuggen (Limoniidae). De soort komt voor in het Nearctisch gebied.